# Kilchiaran
Kilchiaran, schottisch-gälisch Cill Chiarain, ist ein Weiler an der Westküste der schottischen Hebrideninsel Islay. Die Ortschaft liegt auf der Halbinsel Rhinns of Islay wenige hundert Meter entfernt von einer als Kilchiaran Bay bezeichneten kleinen Bucht des Atlantischen Ozeans, in die ein kleiner Bach mündet, der durch die Siedlung verläuft. Port Charlotte und Portnahaven, die bedeutendsten Siedlungen auf der Rhinns of Islay liegen vier Kilometer östlich beziehungsweise acht Kilometer südlich.
Kilchiaran ist über eine einspurige Straße zu erreichen, die von Portnahaven kommend entlang der Westküste nach Kilchiaran führt und von dort aus in östlicher Richtung nach Port Charlotte verläuft. In Kilchiaran befinden sich mit dem im Georgianischen Stil errichteten Kilchiaran Farmhouse, den zugehörigen Stallungen und der mittelalterlichen St Ciaran’s Chapel drei denkmalgeschützte Gebäude und Gebäudegruppen.
Der Schalenstein von Kilchiaran liegt oberhalb des Ortes, nahe den Ruinen der St Ciaran’s Chapel. Die Platte von 1,7 m × 0,98 m mit einer größten Dicke von 0,15 m weist mindestens 19 Schälchen mit Durchmessern bis zu 110 mm und einer Tiefe von 40 mm auf.

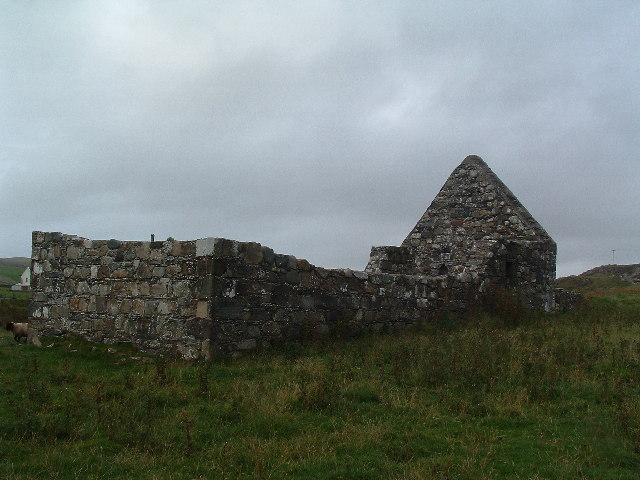
Ruinen der St Ciaran’s Chapel
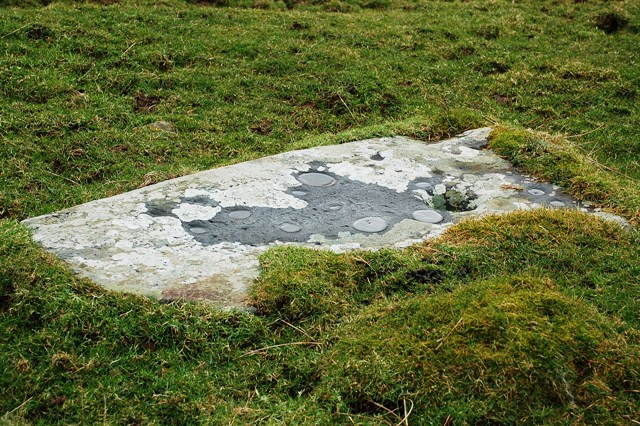
Cup marked stone